# リチャード・ロイド・パリー
リチャード・ロイド・パリー（Richard Lloyd Parry、1969年 - ）はイギリス出身のジャーナリスト。オックスフォード大学を卒業後インデペンデント紙特派員として日本に赴任。
2018年時点でタイムズ紙のアジア編集長および東京支局長。
東日本大震災の被災者を題材にした2017年の著書Ghosts of The Tsunamiでラスボーンズ・フォリオ賞 2018、日本語訳『津波の霊たち』で日本記者クラブ賞特別賞を受賞。

## 生い立ち
イギリスランカシャー州サウスポート出身。日本との縁は、高校生の時クイズ番組に出演して優勝し日本旅行を獲得したことから。